# St. Johannes Baptist (Griesstätt)

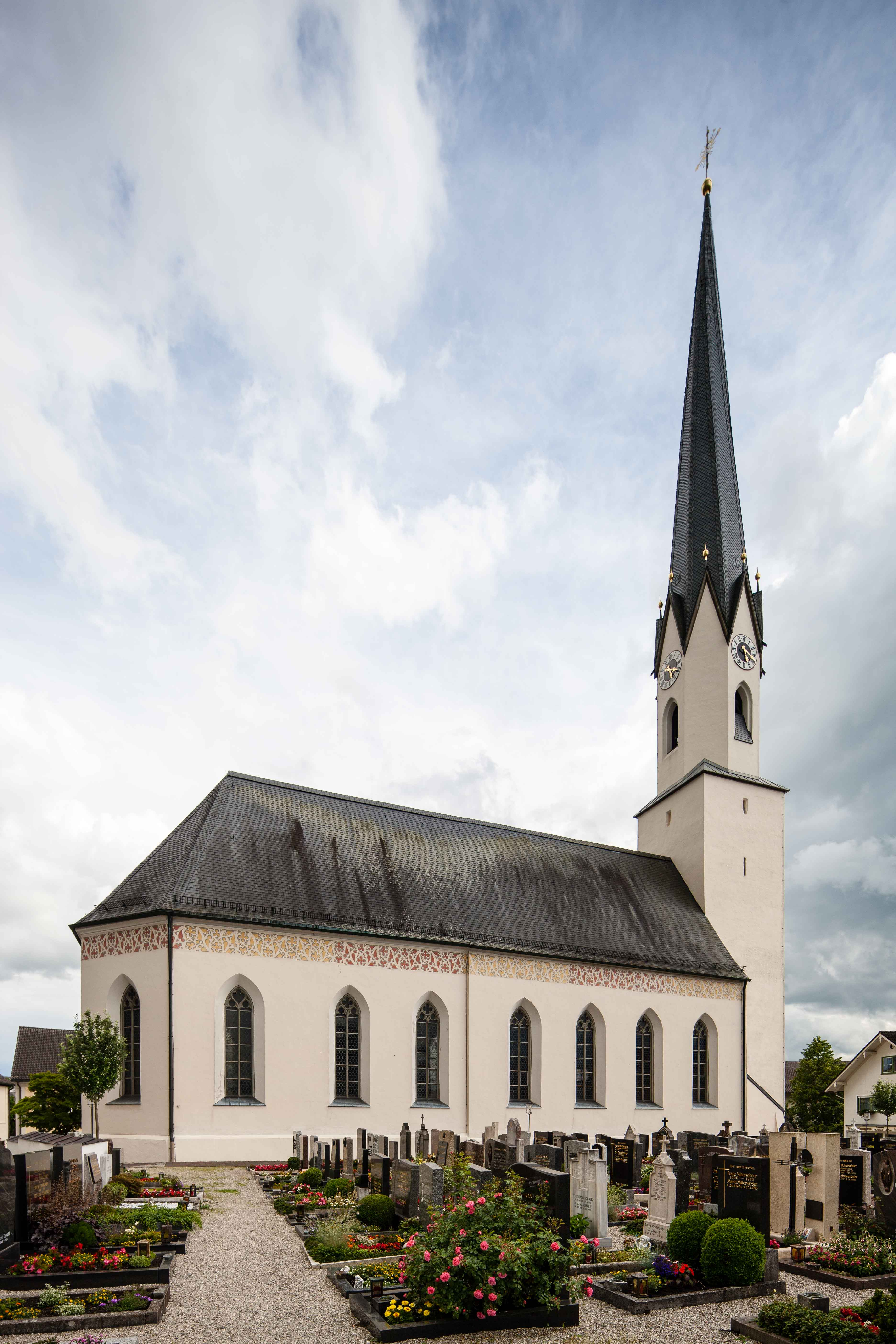
St. Johannes Baptist in Griesstätt

Die römisch-katholische Pfarrkirche St. Johannes Baptist steht in Griesstätt, einer Gemeinde im oberbayerischen Landkreis Rosenheim. Das Bauwerk ist in der Liste der Baudenkmäler in Griesstätt als Baudenkmal unter der Nr. D-1-87-134-1 eingetragen. Die Kirche gehört zum Pfarrverband Rott am Inn im Dekanat Rosenheim des Erzbistums München und Freising. Kirchenpatron ist Johannes der Täufer. 

## Beschreibung
Die im Kern spätgotische Saalkirche wurde 1721 und 1775 barock ausgebaut. Sie besteht aus dem Langhaus mit vier Jochen, dem eingezogenen, dreiseitig geschlossenen Chor im Osten, der Sakristei an der Südwand des Chors und dem Kirchturm auf quadratischem Grundriss im Westen. Der Turm wurde 1848 um ein achteckiges Geschoss für den Glockenstuhl aufgestockt. Er hat acht Giebel, an denen die Zifferblätter der Turmuhr angebracht sind. Der Turm ist mit einem spitzen Helm bedeckt.
Der Innenraum des Chors ist mit einem Kreuzrippengewölbe überspannt, der des Langhauses mit einem Stichkappengewölbe. Zur Kirchenausstattung gehören drei neugotische Altäre, ferner ein Kruzifix und eine Mater Dolorosa aus der Werkstatt von Ignaz Günther.